# Мартинес, Хосе де Хесус
Хосе́ де Хесу́с Марти́нес (исп. José de Jesús Martínez, также известен как Чучу́ Марти́нес (исп. Chuchú Martínez), 8 июня 1929, Манагуа, Никарагуа — 27 января 1991, Панама, Панама) — панамский общественный и политический деятель, поэт, эссеист и драматург, профессор философии и математики. Личный помощник президента Омара Торрихоса.

## Биография
Учился в школе в Сан-Хосе (Коста-Рика) и в США (академия Табор (Массачусетс)). Высшее образование получал в Католическом университете Чили, Национальном независимом университете Мексики и Мадридском университете Комплутенсе
Окончил военно-морскую академию в США во время Второй мировой войны.
Затем отправился в Европу, где жил в Испании и ФРГ десять лет. Докторскую диссертацию по математике защитил в Сорбонне, а по философии («Тема смерти в современной философии») — в Мадридском университете Комплутенсе.
В 1952 году получил испанскую национальную театральную премию за пьесу «La Perrera». Написал более 40 книг. Получал панамскую литературную премию Рикардо Миро Панамы в 1969 и 1971 годах за драматургию и философские эссе.
Вернувшись в Панаму, начал преподавать общую алгебру и математическую логику в Университете Панамы (работал в средних и высших учебных заведениях преподавателем математической логики, философии и математики более тридцати лет, считался отличным математиком). Тогда же дебютировал со своими театральными постановками и поэтическими сборниками.
Вступил в Национальную гвардию (лётчик). Во время нахождения у власти Омара Торрихоса был его помощником, переводчиком и телохранителем, получил звание сначала сержанта.
В 1976 году был выбран представителем Панамы на конференцию Движения неприсоединения на Шри-Ланке, весь путь до которой преодолел самостоятельно на одномоторном самолёте.
Во время пребывания шаха Ирана Мохаммеда Реза Пехлеви в Панаме на острове Контадора в 1980 году отвечал за безопасность шаха и шахини Фарах Пехлеви.
После гибели О. Торрихоса ушёл в отставку из Национальной гвардии, получив при назначении пенсии чин лейтенанта. Был уверен в том, что Торрихос был убит американцами.
В 1987 году возглавил Центр изучения торрихизма и получил награду Casa de las Américas за книгу об Омаре Торрихосе. Помогал Грэму Грину (с которым дружил) в его работе над биографией Омара Торрихоса «Знакомство с генералом».
В своих многочисленных постановках, стихах и эссе выступал с антирелигиозных позиций и открыто ставил под сомнение существование бога. Основными темами его работ были вопросы морали, бытия, совести, любви, неопределенность человека в мире и критика несправедливости современного общества. Говорил на 6 языках.
Был многократно женат и не знал точно число своих потомков. Был известен своим бескорыстием и приветливостью.

Скончался от сердечного приступа.

## Книги
- La estrella de la tarde, y otros poemas. s.n., 1950
- Lecciones de historia de la filosofía moderna. s.n., 1961
- Segundo asalto. Ediciones de la Revista Tareas, 1971
- El caso Dios. Ediciones Tareas, 1975
- La guerra del banano. INAC, 1976
- Mi general Torrijos. Casa de las Américas, 1987
- La invasión de Panamá. Causadías Editores, 1992